# A Gyilkos sorok epizódjainak listája
Ez a lista a Gyilkos sorok című sorozat epizódjainak felsorolását tartalmazza. A sorozat 1984. szeptember 30-án debütált az Amerikai Egyesült Államokban a CBS csatornán és a televíziózás eddigi egyik leghosszabb lefutású bűnügyi sorozata lett. 

## Évados áttekintés
| Évad | Évad | Epizódok | Eredeti vetítés      | Eredeti vetítés   | Eredeti vetítés |
| Évad | Évad | Epizódok | Évad kezdete         | Évad vége         |                 |
| ---- | ---- | -------- | -------------------- | ----------------- | --------------- |
|      | 1.   | 22       | 1984. szeptember 30. | 1985. április 21. |                 |
|      | 2.   | 22       | 1985. szeptember 29. | 1986. május 18.   |                 |
|      | 3.   | 22       | 1986. szeptember 28. | 1987. május 10.   |                 |
|      | 4.   | 22       | 1987. szeptember 20. | 1988. május 8.    |                 |
|      | 5.   | 22       | 1988. október 23.    | 1989. május 21.   |                 |
|      | 6.   | 22       | 1989. szeptember 24. | 1990. május 20.   |                 |
|      | 7.   | 22       | 1990. szeptember 16. | 1991. május 12.   |                 |
|      | 8.   | 22       | 1991. szeptember 15. | 1992. május 17.   |                 |
|      | 9.   | 22       | 1992. szeptember 20. | 1993. május 16.   |                 |
|      | 10.  | 21       | 1993. szeptember 12. | 1994. május 22.   |                 |
|      | 11.  | 21       | 1994. szeptember 25. | 1995. május 14.   |                 |
|      | 12.  | 24       | 1995. szeptember 21. | 1996. május 16.   |                 |

## Epizód lista

### Első évad (1984-85)
| Sor. | Év. | Cím                                                                                   | Rendező                | Író                               | Premier                                |
| ---- | --- | ------------------------------------------------------------------------------------- | ---------------------- | --------------------------------- | -------------------------------------- |
| 1.   | 1.  | Sherlock Holmes meggyilkolása, 1. és 2. rész (The Murder of Sherlock Holmes 1 and 2.) | Corey Allen            | Peter S. Fischer                  | 1984. szeptember 30. 1997. október 28. |
| 2.   | 2.  | A gyilkos hölgy (Deadly Lady)                                                         | Corey Allen            | Peter S. Fischer                  | 1984. október 7. 1997. november 4.     |
| 3.   | 3.  | Madarat tolláról (Birds of a Feather)                                                 | John Llewellyn Moxey   | Robert E. Swanson                 | 1984. október 14. 1997. november 11.   |
| 4.   | 4.  | A hulla éjfélkor táncol (Hooray for Homicide)                                         | Richard A. Colla       | Robert Van Scoyk                  | 1984. október 28. 1997. november 18.   |
| 5.   | 5.  | Kutyavilág (It's a Dog's Life)                                                        | Seymour Robbie         | Mark Giles és Linda Shank         | 1984. november 4. 1997. november 28.   |
| 6.   | 6.  | Gyilkos szeretők (Lovers and Other Killers)                                           | Allen Reisner          | Peter S. Fischer                  | 1984. november 18. 1997. december 5.   |
| 7.   | 7.  | Távvezérelt végzet (Hit, Run and Homicide)                                            | Alan Cooke             | Gerald K. Siegel                  | 1984. november 25. 1997. december 12.  |
| 8.   | 8.  | Rémségek kicsiny partja (We're Off to Kill the Wizard)                                | Walter Grauman         | Peter S. Fischer                  | 1984. december 9. 1997. december 19.   |
| 9.   | 9.  | Halál a színfalak mögött (Death Takes a Curtain Call)                                 | Allen Reisner          | Paul W. Cooper                    | 1984. december 16. 1998. január 2.     |
| 10.  | 10. | Szemfényvesztés (Death Casts a Spell)                                                 | Allen Reisner          | Steve Hensley és Miyoko Hensley   | 1984. december 30. 1998. január 9.     |
| 11.  | 11. | Főbenjáró bűn (Capitol Offense)                                                       | John Llewellyn Moxey   | Peter S. Fischer                  | 1985. január 6. 1998. január 16.       |
| 12.  | 12. | Halál a Broadwayn (Broadway Malady)                                                   | Hy Averback            | Tom Sawyer                        | 1985. január 13. 1998. január 23.      |
| 13.  | 13. | Felvétel, állj! (Murder to a Jazz Beat)                                               | Walter Grauman         | Paul Savage                       | 1985. február 3. 1998. január 30.      |
| 14.  | 14. | Kísértet az Óceánon (My Johnny Lies Over the Ocean)                                   | Seymour Robbie         | Peter S. Fischer                  | 1985. február 10. 1998. február 6.     |
| 15.  | 15. | Az aranymadonna (Paint Me a Murder)                                                   | John Llewellyn Moxey   | Peter S. Fischer                  | 1985. február 17. 1998. február 13.    |
| 16.  | 16. | Forró nyomon (Tough Guys Don't Die)                                                   | Seymour Robbie         | Peter S. Fischer                  | 1985. február 24. 1998. február 20.    |
| 17.  | 17. | Hirtelen halál (Sudden Death)                                                         | Edward M. Abroms       | Robert E. Swanson                 | 1985. március 3. 1998. február 27.     |
| 18.  | 18. | Lábjegyzet egy gyilkossághoz (Footnote to Murder)                                     | Peter Crane            | Robert E. Swanson                 | 1985. március 10. 1998. március 6.     |
| 19.  | 19. | Gyilkosság menetrend szerint (Murder Takes the Bus)                                   | Walter Grauman         | Michael Scheff és Maryanne Kasica | 1985. március 17. 1998. március 13.    |
| 20.  | 20. | A főokos halála (Armed Response)                                                      | Charles S. Dubin       | Gerald K. Siegel                  | 1985. március 31. 1998. március 20.    |
| 21.  | 21. | Gyilkosság az Oázisban (Murder at the Oasis)                                          | Arthur Allan Seidelman | Robert Van Scoyk                  | 1985. április 7. 1998. március 27.     |
| 22.  | 22. | Az örökség (Funeral at Fifty-Mile)                                                    | Seymour Robbie         | Dick Nelson                       | 1985. április 21. 1998. április 3.     |

### Második évad (1985-86)
| Sor. | Év. | Cím                                                        | Rendező                | Író                                 | Premier                                |
| ---- | --- | ---------------------------------------------------------- | ---------------------- | ----------------------------------- | -------------------------------------- |
| 23.  | 1.  | Eltűnt ékszerek (Widow, Weep for Me)                       | Michael A. Hoey        | Peter S. Fischer                    | 1985. szeptember 29. 1998. április 10. |
| 24.  | 2.  | A bosszú (Joshua Peabody Died Here...Possibly)             | Peter Crane            | Tom Sawyer                          | 1985. október 6. 1998. április 17.     |
| 25.  | 3.  | Rövidre vágva (Murder in the Afternoon)                    | Arthur Allan Seidelman | Paul Savage                         | 1985. október 13. 1998. április 24.    |
| 26.  | 4.  | Botrány az egyetemen (School for Scandal)                  | Arthur Allan Seidelman | Robert E. Swanson                   | 1985. október 20. 1998. május 3.       |
| 27.  | 5.  | Teátrális gyilkosság (Sing a Song of Murder)               | John Llewellyn Moxey   | Peter S. Fischer                    | 1985. október 27. 1998. május 10.      |
| 28.  | 6.  | Hazajáró lélek (Reflections of the Mind)                   | Seymour Robbie         | Robert E. Swanson                   | 1985. november 3. 1998. május 17.      |
| 29.  | 7.  | Hölgy a tóban (A Lady in the Lake)                         | Walter Grauman         | Robert Van Scoyk                    | 1985. november 10. 1998. május 24.     |
| 30.  | 8.  | Holtverseny (Dead Heat)                                    | Peter Crane            | J. Miyoko Hensley és Steven Hensley | 1985. november 24. 1998. május 31.     |
| 31.  | 9.  | Rács mögött (Jessica Behind Bars)                          | John Llewellyn Moxey   | Carleton Eastlake                   | 1985. december 1. 1998. június 7.      |
| 32.  | 10. | Rövidzárlat (Sticks & Stones)                              | Seymour Robbie         | Linda Shank és Mark Giles           | 1985. december 15. 1998. június 14.    |
| 33.  | 11. | Amatőr régészek klubja (Murder Digs Deep)                  | Philip Leacock         | Maryanne Kasicaés Michael Scheff    | 1985. december 29. 1998. június 21.    |
| 34.  | 12. | A halál mandarin ízű csókja (Murder By Appointment Only)   | Arthur Allan Seidelman | Jerry Ross                          | 1986. január 5. 1998. június 28.       |
| 35.  | 13. | Az esküdtszék (Trial By Error)                             | Seymour Robbie         | Paul Savage és Scott Shepherd       | 1986. január 12. 1998. július 5.       |
| 36.  | 14. | Méreg a te étked (Keep the Home Fries Burning)             | Peter Crane            | Philip Gerson                       | 1986. január 19. 1998. július 12.      |
| 37.  | 15. | Kötelet a gyilkosnak! (Powder Keg)                         | John Llewellyn Moxey   | Peter S. Fischer                    | 1986. február 9. 1998. július 19.      |
| 38.  | 16. | A nyolcadik halálos bűn (Murder in the Electric Cathedral) | John Llewellyn Moxey   | Dick Nelson                         | 1986. február 16. 1998. július 26.     |
| 39.  | 17. | Ajánlólevél gyilkossághoz (One Good Bid Deserves a Murder) | Seymour Robbie         | J. Miyoko Hensley és Steven Hensley | 1986. február 23. 1998. augusztus 2.   |
| 40.  | 18. | Ki van a koporsóban? (If a Body Meet a Body)               | Walter Grauman         | Steve Stoliar                       | 1986. március 9. 1998. augusztus 9.    |
| 41.  | 19. | Hétvégi halál (Christopher Bundy Died On Sunday)           | Peter Crane            | Gerald K. Siegel                    | 1986. március 30. 1998. augusztus 16.  |
| 42.  | 20. | Rövidített játszma (Menace, Anyone?)                       | Arthur Allan Seidelman | Robert B. Sherman                   | 1986. április 6. 1998. augusztus 23.   |
| 43.  | 21. | Álarcosbál (The Perfect Foil)                              | Walter Grauman         | Robert E. Swanson                   | 1986. április 13. 1998. augusztus 30.  |
| 44.  | 22. | A kép összeáll (If the Frame Fits)                         | Paul Lynch             | Philip Gerson                       | 1986. május 18. 1998. szeptember 6.    |

### Harmadik évad (1986-87)
| Sor. | Év. | Cím                                                           | Rendező              | Író                                         | Premier              | Nézettség |
| ---- | --- | ------------------------------------------------------------- | -------------------- | ------------------------------------------- | -------------------- | --------- |
| 45.  | 1.  | Gyilkosság a cirkuszban 1. rész (Death Stalks the Big Top 1.) | Seymour Robbie       | Paul Savage                                 | 1986. szeptember 28. |           |
| 46.  | 2.  | Gyilkosság a cirkuszban 2. rész (Death Stalks the Big Top 2.) | Seymour Robbie       | Paul Savage                                 | 1986. október 5.     |           |
| 47.  | 3.  | Egy lezáratlan ügy (Unfinished Business)                      | Walter Grauman       | Jackson Gillis                              | 1986. október 12.    |           |
| 48.  | 4.  | A fehér rózsa (One White Rose for Death)                      | Peter Crane          | Peter S. Fischer                            | 1986. október 19.    |           |
| 49.  | 5.  | A halálos szendvics (Corned Beef & Carnager)                  | John Llewellyn Moxey | Robert E. Swanson                           | 1986. november 2.    |           |
| 50.  | 6.  | Kalandorok ne kíméljenek (Dead Man's Gold)                    | Seymour Robbie       | Robert Van Scoyk                            | 1986. november 9.    |           |
| 51.  | 7.  | Gyilkosság lapzártára (Deadline for Murder)                   | Seymour Robbie       | Tom Sawyer                                  | 1986. november 16.   |           |
| 52.  | 8.  | Magnumot jégre viszik (Magnum On Ice)                         | Peter Crane          | Robert E. Swanson                           | 1986. november 23.   |           |
| 53.  | 9.  | Rekviem egy tévésért (Obituary for a Dead Anchor)             | Walter Grauman       | Robert Van Scoyk                            | 1986. december 7.    |           |
| 54.  | 10. | Dráma a színházban (Stage Struck)                             | John Astin           | Philip Gerson                               | 1986. december 14.   |           |
| 55.  | 11. | A fejnélküli lovas éjszakája (Night of the Headless Horseman) | Walter Grauman       | R. Barker Price                             | 1987. január 4.      |           |
| 56.  | 12. | Hulla az első osztályon (The Corpse Flew First Class)         | Walter Grauman       | Donald Ross                                 | 1987. január 18.     |           |
| 57.  | 13. | Rekedtes hang a telefonban (Crossed Up)                       | David Hemmings       | Steven Long Mitchell és Craig W. Van Sickle | 1987. február 1.     |           |
| 58.  | 14. | Gyilkosság Molban (Murder in a Minor Key)                     | Nick Havinga         | Peter S. Fischer                            | 1987. február 8.     |           |
| 59.  | 15. | A végszó gyilkosság (The Bottom Line Is Murder)               | Anthony Shaw         | Steven Long Mitchell                        | 1987. február 15.    |           |
| 60.  | 16. | A végső kiszámolás (Death Takes a Dive)                       | Seymour Robbie       | Peter S. Fischer                            | 1987. február 22.    |           |
| 61.  | 17. | A sápadtnál halványabb árnyalat (Simon Says, Color Me Dead)   | Kevin G. Cremin      | Robert E. Swanson                           | 1987. március 1.     |           |
| 62.  | 18. | Hadakozó komédiások (No Laughing Murder)                      | Walter Grauman       | Tom Sawyer                                  | 1987. március 15.    |           |
| 63.  | 19. | Gyilkosságról nem adunk számlát! (No Accounting for Murder)   | Peter Crane          | Gerald K. Siegel                            | 1987. március 22.    |           |
| 64.  | 20. | Kisvárosi sötét ügyek (The Cemetery Vote)                     | Seymour Robbie       | Robert Van Scoyk                            | 1987. április 5.     |           |
| 65.  | 21. | Elkésett igazságtétel (The Days Dwindle Down)                 | Michael Lynch        | Philip Gerson                               | 1987. április 19.    |           |
| 66.  | 22. | Az elvakult rendőr és a világtalan (Murder She Spoke)         | Anthony Shaw         | Si Rose                                     | 1987. május 10.      |           |

### Negyedik évad (1987-88)
| Sor. | Év. | Cím                                                                                             | Rendező              | Író                        | Premier              | Nézettség |
| ---- | --- | ----------------------------------------------------------------------------------------------- | -------------------- | -------------------------- | -------------------- | --------- |
| 67.  | 1.  | Öröm és üröm (A Fashionable Way to Die)                                                         | Nick Havinga         | Donald Ross                | 1987. szeptember 20. |           |
| 68.  | 2.  | 20 év múlva (When Thieves Fall Out)                                                             | Seymour Robbie       | Arthur David Weingarten    | 1987. szeptember 27. |           |
| 69.  | 3.  | A védelem tanúja (Witness for the Defense)                                                      | Seymour Robbie       | Robert E. Swanson          | 1987. október 4.     |           |
| 70.  | 4.  | A jóisten nem ver bottal (Old Habits Die Hard)                                                  | John Llewellyn Moxey | Chris Manheim              | 1987. október 11.    |           |
| 71.  | 5.  | A cégvezető halála (The Way to Dusty Death)                                                     | Nick Havinga         | Philip Gerson              | 1987. október 25.    |           |
| 72.  | 6.  | Családi vonás (It Runs in the Family)                                                           | Walter Grauman       | Peter S. Fischer           | 1987. november 1.    |           |
| 73.  | 7.  | Ha csütörtök, akkor Beverly (If It's Thursday, It Must Be Beverly)                              | Peter Crane          | Wendy Graf és Lisa Stotsky | 1987. november 8.    |           |
| 74.  | 8.  | Ne lopd el a sztorimat! (Steal Me a Story)                                                      | John Llewellyn Moxey | Peter S. Fischer           | 1987. november 15.   |           |
| 75.  | 9.  | Zűr az éden kertben (Trouble in Eden)                                                           | Nick Havinga         | John D.F. Black            | 1987. november 22.   |           |
| 76.  | 10. | Az őslakos visszavág (Indian Giver)                                                             | Walter Grauman       | Gerald K. Siegel           | 1987. november 29.   |           |
| 77.  | 11. | Egy kis baráti segítség (Doom With a View)                                                      | Walter Grauman       | Kenneth A. Berg            | 1987. december 13.   |           |
| 78.  | 12. | Ki rontotta el Mrs. Fletcher halászlevét? (Who Threw the Barbitals in Mrs. Fletcher's Chowder?) | John Llewellyn Moxey | Robert Van Scoyk           | 1988. január 3.      |           |
| 79.  | 13. | Baljós jelek (Harbinger of Death)                                                               | Anthony Shaw         | R. Barker Price            | 1988. január 24.     |           |
| 80.  | 14. | Az elátkozott ékszer (Curse of the Daanav)                                                      | Walter Grauman       | Chris Manheim              | 1988. február 7.     |           |
| 81.  | 15. | A drámaíró drámája (Mourning Among the Wisterias)                                               | Walter Grauman       | Scott Anderson             | 1988. február 14.    |           |
| 82.  | 16. | Egy hétköznapinak tűnő ház (Murder Through the Looking Glass)                                   | Seymour Robbie       | Robert Van Scoyk           | 1988. február 21.    |           |
| 83.  | 17. | Egy széthúzó família (A Very Good Year for Murder)                                              | Walter Grauman       | Robert E. Swanson          | 1988. február 28.    |           |
| 84.  | 18. | Benedict Arnold lépett félre minálunk (Benedict Arnold Slipped Here)                            | Seymour Robbie       | Robert Van Scoyk           | 1988. március 13.    |           |
| 85.  | 19. | Halnak halálával halsz (Just Another Fish Story)                                                | Walter Grauman       | Philip Gerson              | 1988. március 27.    |           |
| 86.  | 20. | A rodeó rázós világa (Showdown in Saskatchewan)                                                 | Vincent McEveety     | Dick Nelson                | 1988. április 10.    |           |
| 87.  | 21. | Gyilkos kritika (Deadpan)                                                                       | E.W. Swackhamer      | Arthur David Weingarten    | 1988. május 1.       |           |
| 88.  | 22. | Tisztességtelennek látszani (The Body Politic)                                                  | Anthony Shaw         | Donald Ross                | 1988. május 8.       |           |

### Ötödik évad (1988-89)
| Sor. | Év. | Cím                                                              | Rendező                 | Író                                   | Premier            | Nézettség |
| ---- | --- | ---------------------------------------------------------------- | ----------------------- | ------------------------------------- | ------------------ | --------- |
| 89.  | 1.  | A börtöntöltelék (J.B. As in Jailbird)                           | Anthony Shaw            | Robert E. Swanson                     | 1988. október 23.  |           |
| 90.  | 2.  | Kis éji rablás (A Little Night Work)                             | Walter Grauman          | Peter S. Fischer                      | 1988. október 30.  |           |
| 91.  | 3.  | Mr. Penroy vakációja (Mr. Penroy's Vacation)                     | Anthony Shaw            | Robert E. Swanson                     | 1988. november 6.  |           |
| 92.  | 4.  | Vérvörös hó (Snow White, Blood Red)                              | Vincent McEveety        | Peter S. Fischer                      | 1988. november 13. |           |
| 93.  | 5.  | A szénbányász halála (Coal Miner's Slaughter)                    | Walter Grauman          | Chris Manheim                         | 1988. november 20. |           |
| 94.  | 6.  | Zöld tűzű halál (Wearing of the Green)                           | Seymour Robbie          | Peter S. Fischer                      | 1988. november 27. |           |
| 95.  | 7.  | A Dixie Damsel utolsó útja (The Last Flight of the Dixie Damsel) | Vincent McEveety        | Peter S. Fischer                      | 1988. december 18. |           |
| 96.  | 8.  | Megjósolt gyilkosság (Prediction: Murder)                        | Walter Grauman          | Richard Stanley és Ralph Meyering Jr. | 1989. január 1.    |           |
| 97.  | 9.  | Valami régit, valami újat... (Something Borrowed, Someone Blue)  | John Llewellyn Moxey    | Philip Gerson                         | 1989. január 8.    |           |
| 98.  | 10. | Hazugságok hálójában (Weave a Tangled Web)                       | Seymour Robbie          | Robert E. Swanson                     | 1989. január 15.   |           |
| 99.  | 11. | A megtalált fiú (The Search for Peter Kerry)                     | Walter Grauman          | Peter S. Fischer                      | 1989. február 5.   |           |
| 100. | 12. | Ügyeskedők (Smooth Operators)                                    | Anthony Shaw            | Gerald K. Siegel                      | 1989. február 12.  |           |
| 101. | 13. | Lucifer és Belzebub (Fire Burn, Cauldron Bubble)                 | John Llewellyn Moxey    | Tom Sawyer                            | 1989. február 19.  |           |
| 102. | 14. | A vérrel írt levél (From Russia with Blood)                      | Vincent McEveety        | Donald Ross                           | 1989. február 26.  |           |
| 103. | 15. | Halált hozó örökség (Alma Murder)                                | Anthony Shaw            | Chris Manheim                         | 1989. március 12.  |           |
| 104. | 16. | Útmenti bisztró (Truck Stop)                                     | Vincent McEveety        | Philip Gerson                         | 1989. április 2.   |           |
| 105. | 17. | Cabot Cove bűnei (The Sins of Castle Cove)                       | The Sins of Castle Cove | Robert Van Scoyk                      | 1989. április 9.   |           |
| 106. | 18. | Trevor Hudson öröksége (Trevor Hudson's Legacy)                  | Walter Grauman          | Paul Savage és Eric Houston           | 1989. április 16.  |           |
| 107. | 19. | Kétszeres leleplezés (Double Exposure)                           | Anthony Shaw            | Robert E. Swanson                     | 1989. április 30.  |           |
| 108. | 20. | Ha megszeged a szabályt, repülsz! (Three Strikes, You're Out)    | Seymour Robbie          | Donald Ross                           | 1989. május 7.     |           |
| 109. | 21. | Tükröm, tükröm - 1. rész (Mirror, Mirror on the Wall: Part 1)    | Walter Grauman          | Peter S. Fischer                      | 1989. május 14.    |           |
| 110. | 22. | Tükröm, tükröm - 2. rész (Mirror, Mirror on the Wall: Part 2)    | Walter Grauman          | Peter S. Fischer                      | 1989. május 21.    |           |

### Hatodik évad (1989-90)
| Sor. | Év. | Cím                                                               | Rendező              | Író                                       | Premier              | Nézettség |
| ---- | --- | ----------------------------------------------------------------- | -------------------- | ----------------------------------------- | -------------------- | --------- |
| 111. | 1.  | Athéni találkozó (Appointment in Athens)                          | Vincent McEveety     | Tom Sawyer                                | 1989. szeptember 24. |           |
| 112. | 2.  | Gyónási titok (Seal of the Confessional)                          | Vincent McEveety     | Lynne Kelsey és Whitney Wherrett Roberson | 1989. október 1.     |           |
| 113. | 3.  | A krimi nagyasszonya (The Grand Old Lady)                         | Vincent McEveety     | Peter S. Fischer                          | 1989. október 8.     |           |
| 114. | 4.  | Tévedések tévedése (The Error of Her Ways)                        | Anthony Shaw         | Donald Ross                               | 1989. október 15.    |           |
| 115. | 5.  | Jack és Bill (Jack and Bill)                                      | Chuck Bowman         | Peter S. Fischer és Chuck Bowman          | 1989. október 29.    |           |
| 116. | 6.  | A halál levélben érkezik (Dead Letter)                            | Anthony Shaw         | Paul Schiffer                             | 1989. november 5.    |           |
| 117. | 7.  | A tarantula éjszakája (Night of the Tarantula)                    | Vincent McEveety     | Chris Manheim                             | 1989. november 12.   |           |
| 118. | 8.  | A nagy finálé (When the Fat Lady Sings)                           | Walter Grauman       | Peter S. Fischer                          | 1989. november 19.   |           |
| 119. | 9.  | A végakarat próbája (Test of Wills)                               | Anthony Shaw         | Robert E. Swanson                         | 1989. november 26.   |           |
| 120. | 10. | Osztályelső (Class Act)                                           | Allen Reisner        | Peter S. Fischer                          | 1989. december 3.    |           |
| 121. | 11. | Mindenki atyja (Town Father)                                      | John Llewellyn Moxey | Philip Gerson                             | 1989. december 17.   |           |
| 122. | 12. | Nyugodj békében, Charlie! (Goodbye Charlie)                       | Anthony Shaw         | Robert Van Scoyk                          | 1990. január 7.      |           |
| 123. | 13. | Elfojtott gyűlölet (If the Shoe Fits)                             | Anthony Shaw         | Lynne Kelsey                              | 1990. január 21.     |           |
| 124. | 14. | A cégért mindent... (How to Make a Killing Without Really Trying) | Walter Grauman       | Robert E. Swanson és Charles Leinenweber  | 1990. február 4.     |           |
| 125. | 15. | Ingatlanügylet (The Fixer-Upper)                                  | John Llewellyn Moxey | Oliver Hailey és Paul Schiffer            | 1990. február 11.    |           |
| 126. | 16. | A '65-ös Nagy Show (The Big Show of 1965)                         | Jerry Jameson        | Robert Van Scoyk                          | 1990. február 25.    |           |
| 127. | 17. | Maggie szerint a gyilkosság... (Murder - According to Maggie)     | John Llewellyn Moxey | Peter S. Fischer                          | 1990. március 4.     |           |
| 128. | 18. | O'Malley szerencséje (O'Malley's Luck)                            | Michael J. Lynch     | Lynne Kelsey és Gerald K. Siegel          | 1990. március 25.    |           |
| 129. | 19. | Ezüst dollár (Always a Thief)                                     | Walter Grauman       | Peter S. Fischer                          | 1990. április 8.     |           |
| 130. | 20. | Kísért a múlt (Shear Madness)                                     | Walter Grauman       | Chris Manheim                             | 1990. április 29.    |           |
| 131. | 21. | A szecsuáni sárkány (The Szechuan Dragon)                         | Kevin G. Cremin      | Tom Sawyer                                | 1990. május 6.       |           |
| 132. | 22. | A szicíliai rokonok (The Sicilian Encounter)                      | Kevin G. Cremin      | Robert E. Swanson                         | 1990. május 20.      |           |

### Hetedik évad (1990-91)
| Sor. | Év. | Cím                                                           | Rendező              | Író                              | Premier              | Nézettség |
| ---- | --- | ------------------------------------------------------------- | -------------------- | -------------------------------- | -------------------- | --------- |
| 133. | 1.  | Jessica hányattatásai (Trials and Tribulations)               | Vincent McEveety     | Peter S. Fischer                 | 1990. szeptember 16. |           |
| 134. | 2.  | Halálos félreértés (Deadly Misunderstanding)                  | Anthony Shaw         | Robert E. Swanson                | 1990. szeptember 23. |           |
| 135. | 3.  | Viszlát a bíróságon, Bébi! (See You in Court, Baby)           | Vincent McEveety     | Peter S. Fischer                 | 1990. szeptember 30. |           |
| 136. | 4.  | Hannigan öröksége (Hannigan's Wake)                           | Vincent McEveety     | Peter S. Fischer                 | 1990. október 28.    |           |
| 137. | 5.  | Családi ékszerek (The Family Jewels)                          | Jerry Jameson        | Tom Sawyer                       | 1990. november 4.    |           |
| 138. | 6.  | A test, amiért meg kell halni (A Body to Die For)             | Anthony Shaw         | Donald Ross                      | 1990. november 11.   |           |
| 139. | 7.  | Preston Giles visszatér (The Return of Preston Giles)         | Walter Grauman       | Tom Sawyer                       | 1990. november 18.   |           |
| 140. | 8.  | A nagy Twain-rablás (The Great Twain Robbery)                 | Jerry Jameson        | Steve Brown                      | 1990. november 25.   |           |
| 141. | 9.  | A szomorú hölgy balladája (Ballad for a Blue Lady)            | Jerry Jameson        | William Bigelow                  | 1990. december 2.    |           |
| 142. | 10. | Gyilkosság F-dúrban (Murder in F Sharp)                       | Kevin G. Cremin      | William Bigelow                  | 1990. december 16.   |           |
| 143. | 11. | A család orvosa (Family Doctor)                               | Walter Grauman       | Robert Van Scoyk                 | 1990. január 6.      |           |
| 144. | 12. | A gyilkosság gyanúja (Suspicion of Murder)                    | Anthony Shaw         | Robert Van Scoyk                 | 1991. január 20.     |           |
| 145. | 13. | Közlekedési kihágás (Moving Violation)                        | Anthony Shaw         | Robert E. Swanson                | 1991. február 3.     |           |
| 146. | 14. | Ki ölte meg J. B. Fletchert? (Who Killed J.B. Fletcher?)      | Walter Grauman       | Lynne Kelsey                     | 1991. február 10.    |           |
| 147. | 15. | Eljő a revizor (The Taxman Cometh)                            | Anthony Shaw         | Donald Ross                      | 1991. február 17.    |           |
| 148. | 16. | A ló vallomása (From the Horse's Mouth)                       | Jerry Jameson        | Gerry Day                        | 1991. február 24.    |           |
| 149. | 17. | A tékozló apa (The Prodigal Father)                           | Anthony Shaw         | Maryann Kasica és Michael Scheff | 1991. március 10.    |           |
| 150. | 18. | Hová tűntél, Billy fiú? (Where Have You Gone, Billy Boy)      | John Llewellyn Moxey | Peter S. Fischer                 | 1991. március 17.    |           |
| 151. | 19. | Csütörtöki gyerek (Thursday's Child)                          | Anthony Shaw         | Robert E. Swanson                | 1991. április 7.     |           |
| 152. | 20. | Gyilkosság és még valami más (Murder, Plain and Simple)       | Vincent McEveety     | Chris Manheim                    | 1991. április 28.    |           |
| 153. | 21. | A megbélyegzett (Tainted Lady)                                | Vincent McEveety     | Robert Van Scoyk                 | 1991. május 5.       |           |
| 154. | 22. | Nick leleplező könyve (The Skinny According to Nick Cullhane) | Walter Grauman       | Tom Sawyer                       | 1991. május 12.      |           |

### Nyolcadik évad (1991-92)
| Sor. | Év. | Cím                                                                    | Rendező          | Író                    | Premier              | Nézettség |
| ---- | --- | ---------------------------------------------------------------------- | ---------------- | ---------------------- | -------------------- | --------- |
| 155. | 1.  | New York-i eset (Bite the Big Apple)                                   | David Moessinger | David Moessinger       | 1991. szeptember 15. |           |
| 156. | 2.  | Éjszakai lidércnyomás (Night Fears)                                    | Anthony Shaw     | J. Michael Straczynski | 1991. szeptember 22. |           |
| 157. | 3.  | Kéretlen nekrológ (Unauthorized Obituary)                              | Walter Grauman   | Robert E. Swanson      | 1991. szeptember 29. |           |
| 158. | 4.  | A vér nem válik vízzé (Thicker Than Water)                             | Anthony Shaw     | Lawrence DiTillio      | 1991. október 6.     |           |
| 159. | 5.  | Érdemleges sorok (Lines of Excellence)                                 | Walter Grauman   | J. Michael Straczynski | 1991. november 3.    |           |
| 160. | 6.  | Ne ítélj! (Judge Not)                                                  | Chuck Bowman     | Gerald DiPego          | 1991. november 10.   |           |
| 161. | 7.  | Végzetes szenvedély (Terminal Connection)                              | Walter Grauman   | Robert E. Swanson      | 1991. november 17.   |           |
| 162. | 8.  | Gyilkosság Vegas-ban (A Killing in Vegas)                              | Anthony Shaw     | Bruce Lansbury         | 1991. november 24.   |           |
| 163. | 9.  | A Társaság (The Committee)                                             | Jerry Jameson    | J. Michael Straczynski | 1991. december 1.    |           |
| 164. | 10. | Jurij Lermentov listája (The List of Yuri Lermentov)                   | Anthony Shaw     | Tom Sawyer             | 1991. december 15.   |           |
| 165. | 11. | Az elátkozott tánc (Danse Diabolique)                                  | Alexander Singer | Jo William Philipp     | 1992. január 5.      |           |
| 166. | 12. | A boszorkány átka (The Witch's Curse)                                  | Jerry Jameson    | Tracy Friedman         | 1992. január 12.     |           |
| 167. | 13. | A 7-es műterem rejtelmei (Incident in Lot 7)                           | Anthony Shaw     | J. Michael Straczynski | 1992. január 19.     |           |
| 168. | 14. | A Monte Carlo-gyilkosságok (The Monte Carlo Murders)                   | Jerry Jameson    | Bruce Lansbury         | 1992. február 2.     |           |
| 169. | 15. | Kontár, szabó, hazug, tolvaj (Tinker, Tailor, Liar, Thief)             | Peter Salim      | Robert E. Swanson      | 1992. március 1.     |           |
| 170. | 16. | A nagy alakítás (Ever After)                                           | Anthony Shaw     | Robert Van Scoyk       | 1992. március 8.     |           |
| 171. | 17. | Utolsó leheletemet is rád köpöm (To the Last Will I Grapple with Thee) | Walter Grauman   | J. Michael Straczynski | 1992. március 15.    |           |
| 172. | 18. | Programozott gyilkosság (Programmed for Murder)                        | Jerry Jameson    | Tom Sawyer             | 1992. április 5.     |           |
| 173. | 19. | Halottak napja (Day of the Dead)                                       | Anthony Shaw     | Mark A. Burley         | 1992. április 26.    |           |
| 174. | 20. | A halál angyala (Angel of Death)                                       | Walter Grauman   | Robert E. Swanson      | 1992. május 3.       |           |
| 175. | 21. | A becsület (Badge of Honor)                                            | David Moessinger | David Moessinger       | 1992. május 10.      |           |
| 176. | 22. | Gyilkosság a Madison Avenue-n (Murder on Madison Avenue)               | Jerry Jameson    | Bruce Lansbury         | 1992. május 17.      |           |

### Kilencedik évad (1992-93)
| Sor. | Év. | Cím                                              | Rendező                 | Író                               | Premier              | Nézettség |
| ---- | --- | ------------------------------------------------ | ----------------------- | --------------------------------- | -------------------- | --------- |
| 177. | 1.  | Gyilkosság Milánóban (Murder in Milan)           | Anthony Shaw            | Laurence Heath                    | 1992. szeptember 20. |           |
| 178. | 2.  | Családi szennyes (Family Secrets)                | Walter Grauman          | Robert Hamner                     | 1992. szeptember 27. |           |
| 179. | 3.  | A tégla (The Mole)                               | Peter Salim             | Tom Sawyer                        | 1992. október 4.     |           |
| 180. | 4.  | Vihar a torony körül (The Wind Around the Tower) | Walter Grauman          | J. Michael Straczynski            | 1992. november 1.    |           |
| 181. | 5.  | Feltámadó döglött akták (The Dead File)          | Anthony Shaw            | Tom Sawyer                        | 1992. november 15.   |           |
| 182. | 6.  | A prérifarkas átka (Night of the Coyote)         | Jerry Jameson           | Mark A. Burley                    | 1992. november 22.   |           |
| 183. | 7.  | Apai aggodalom (Sugar & Spice, Malice & Vice)    | Vincent McEveety        | Robert E. Swanson                 | 1992. november 29.   |           |
| 184. | 8.  | A klasszikus gyilkosság (The Classic Murder)     | Vincent McEveety        | Robert Van Scoyk                  | 1992. december 6.    |           |
| 185. | 9.  | Karácsonyi titok (A Christmas Secret)            | Anthony Shaw            | Bruce Lansbury                    | 1992. december 13.   |           |
| 186. | 10. | Gyilkos dallamok (The Sound of Murder)           | Anthony Shaw            | Bruce Lansbury                    | 1993. január 3.      |           |
| 187. | 11. | Az utolsó felvonás (Final Curtain)               | Walter Grauman          | J. Michael Straczynski            | 1993. január 10.     |           |
| 188. | 12. | A törvény szava (Double Jeopardy)                | Anthony Shaw            | Laurence Heath                    | 1993. január 17.     |           |
| 189. | 13. | Halott nyomozó (Dead Eye)                        | Jerry Jameson           | Tom Sawyer                        | 1993. február 7.     |           |
| 190. | 14. | A gyilkos rádió (Killer Radio)                   | Peter Salim             | Carlton Hollander                 | 1993. február 14.    |           |
| 191. | 15. | A virágárus halála (The Petrified Florist)       | Anthony Shaw            | Donald Ross                       | 1993. február 21.    |           |
| 192. | 16. | Rettegés (Threshold of Fear)                     | Vincent McEveety        | James L. Novack                   | 1993. február 28.    |           |
| 193. | 17. | Az aduász (The Big Kill)                         | Jerry Jameson           | Mark A. Burley                    | 1993. március 7.     |           |
| 194. | 18. | Az igazság hatalma (Dead to Rights)              | Anthony Shaw            | Tom Sawyer                        | 1993. március 21.    |           |
| 195. | 19. | Az egyetlen tanú (Lone Witness)                  | Walter Grauman          | Maryanne Kasica és Michael Scheff | 1993. április 4.     |           |
| 196. | 20. | Tolvajok hajója (Ship of Thieves)                | Anthony Shaw            | Bruce Lansbury                    | 1993. május 2.       |           |
| 197. | 21. | Aki túlélte (The Survivor)                       | Anthony Shaw            | Robert Van Scoyk                  | 1993. május 9.       |           |
| 198. | 22. | Írók egymás között (Love's Deadly Desire)        | Robert M. Williams, Jr. | Chris Manheim                     | 1993. május 16.      |           |

### Tizedik évad (1993-94)
| Sor. | Év. | Cím                                                               | Rendező          | Író                         | Premier              | Nézettség |
| ---- | --- | ----------------------------------------------------------------- | ---------------- | --------------------------- | -------------------- | --------- |
| 199. | 1.  | Halál Hong Kongban (A Death in Hong Kong)                         | Vincent McEveety | Laurence Heath              | 1993. szeptember 12. |           |
| 200. | 2.  | Akiért a harang szól (For Whom the Ball Tolls)                    | Anthony Shaw     | Donald Ross                 | 1993. szeptember 26. |           |
| 201. | 3.  | A Borbey-ház öröksége (The Legacy of Borbey House)                | Walter Grauman   | Danna Doyle és Debbie Smith | 1993. október 3.     |           |
| 202. | 4.  | A fantom gyilkos (The Phantom Killer)                             | Anthony Shaw     | Tom Sawyer                  | 1993. október 24.    |           |
| 203. | 5.  | Virtuális gyilkosság (A Virtual Murder)                           | Lee Smith        | Carlton Hollander           | 1993. október 31.    |           |
| 204. | 6.  | Vérvonal (Bloodlines)                                             | Don Mischer      | Robert Hamner               | 1993. november 9.    |           |
| 205. | 7.  | Gyilkosság Cork-ban (A Killing in Cork)                           | Anthony Shaw     | Bruce Lansbury              | 1993. november 21.   |           |
| 206. | 8.  | Szerelem és gyűlölet Cabot Cove-ban (Love and Hate in Cabot Cove) | Anthony Shaw     | Robert Van Scoyk            | 1993. november 28.   |           |
| 207. | 9.  | Halál a diszkontban (Murder at a Discount)                        | Walter Grauman   | Rick Mittleman              | 1993. december 5.    |           |
| 208. | 10. | Gyilkosság fehérben (Murder in White)                             | Vincent McEveety | Lawrence Vail               | 1993. december 19.   |           |
| 209. | 11. | Robbantás Északon (Northern Explosion)                            | Anthony Shaw     | Mark A. Burley              | 1994. január 2.      |           |
| 210. | 12. | A puding próbája (Proof in the Pudding)                           | Jerry Jameson    | Lisa Seidman                | 1994. január 9.      |           |
| 211. | 13. | A halál portréja (Portrait of Death)                              | Vincent McEveety | Donald Ross                 | 1994. január 16.     |           |
| 212. | 14. | Halálos vagyon (Deadly Assets)                                    | Anthony Shaw     | Tom Sawyer                  | 1994. január 23.     |           |
| 213. | 15. | Gyilkosság a harmincadik emeleten (Murder on the Thirtieth Floor) | Walter Grauman   | Robert Van Scoyk            | 1994. február 6.     |           |
| 214. | 16. | A halál órája (Time to Die)                                       | Anthony Shaw     | Laurence Heath              | 1994. március 6.     |           |
| 215. | 17. | A szarvasvadász (The Dying Game)                                  | Jerry Jameson    | Bruce Lansbury              | 1994. március 13.    |           |
| 216. | 18. | Valami történt Seth-tel (The Trouble with Seth)                   | Anthony Shaw     | Tom Sawyer                  | 1994. március 27.    |           |
| 217. | 19. | Gyilkos rohanás (Roadkill)                                        | Walter Grauman   | Mark A. Burley              | 1994. május 1.       |           |
| 218. | 20. | A gyilkos múzsa (A Murderous Muse)                                | Anthony Shaw     | Bruce Lansbury              | 1994. május 15.      |           |
| 219. | 21. | A halálkerék (Wheel of Death)                                     | Walter Grauman   | Robert Van Scoyk            | 1994. május 22.      |           |

### Tizenegyedik évad (1994-95)
| Sor. | Év. | Cím                                                    | Rendező                 | Író                                      | Premier              | Nézettség |
| ---- | --- | ------------------------------------------------------ | ----------------------- | ---------------------------------------- | -------------------- | --------- |
| 220. | 1.  | Viperafészek (A Nest of Vipers)                        | Anthony Shaw            | Rick Mittleman                           | 1994. szeptember 25. |           |
| 221. | 2.  | Gyilkosság Amszterdamban (Amsterdam Kill)              | Jerry Jameson           | Jerry Ludwig                             | 1994. október 2.     |           |
| 222. | 3.  | Egy legenda meggyilkolása (To Kill a Legend)           | Anthony Shaw            | J. Larry Carroll és David Bennett Carren | 1994. október 9.     |           |
| 223. | 4.  | Halál Havaii-on (Death in Hawaii)                      | Don Mischer             | Laurence Heath                           | 1994. október 16.    |           |
| 224. | 5.  | Drága halálos (Dear Deadly)                            | Anthony Shaw            | Donald Ross                              | 1994. október 23.    |           |
| 225. | 6.  | A krimicsatorna (The Murder Channel)                   | Walter Grauman          | Jerry Ludwig                             | 1994. november 6.    |           |
| 226. | 7.  | Halálos Paradicsom (Fatal Paradise)                    | Jerry Jameson           | Tom Sawyer                               | 1994. november 13.   |           |
| 227. | 8.  | Bíbor szüret (Crimson Harvest)                         | Anthony Shaw            | Bruce Lansbury                           | 1994. november 20.   |           |
| 228. | 9.  | Kettős gyilkosság (Murder by Twos)                     | Anthony Shaw            | Bruce Lansbury                           | 1994. november 27.   |           |
| 229. | 10. | A Hónap Gyilkosa Klub (Murder of the Month Club)       | Walter Grauman          | Donald Ross                              | 1994. december 4.    |           |
| 230. | 11. | Egy tojás, amiért érdemes meghalni (An Egg to Die For) | Robert M. Williams, Jr. | Maryanne Kasica és Michael Scheff        | 1994. december 11.   |           |
| 231. | 12. | Gyilkos illat (The Scent of Murder)                    | Anthony Shaw            | Laurence Heath                           | 1995. január 9.      |           |
| 232. | 13. | Az egyiptomi szobor (Death 'n Denial)                  | Jerry Jameson           | Mark A. Burley                           | 1994. január 22.     |           |
| 233. | 14. | Gyilkosság az Operaházban (Murder in High-C)           | Anthony Shaw            | Jerry Ludwig                             | 1995. február 5.     |           |
| 234. | 15. | Duplán halott (Twice Dead)                             | Walter Grauman          | Paul Schiffer                            | 1995. február 12.    |           |
| 235. | 16. | Filmes fogás (Film Flam)                               | Anthony Shaw            | Donald Ross                              | 1995. február 19.    |           |
| 236. | 17. | Gyilkosság francia módra (Murder a la Mode)            | Jerry Jameson           | Laurence Heath                           | 1995. február 26.    |           |
| 237. | 18. | Az álomcsapat (The Dream Team)                         | Anthony Shaw            | Tom Sawyer                               | 1995. március 19.    |           |
| 238. | 19. | A gyilkos iskola (School for Murder)                   | Vincent McEveety        | Robert Brennan és Jerry Ludwig           | 1995. április 30.    |           |
| 239. | 20. | Egy újabb gyilkosság Corkban (Another Killing in Cork) | Anthony Shaw            | Bruce Lansbury                           | 1995. május 7.       |           |
| 240. | 21. | Játszma, szett, gyilkosság... (Game, Set, Murder)      | Walter Grauman          | Philip John Taylor                       | 1995. május 14.      |           |

### Tizenkettedik évad (1995-96)
| Sor. | Év. | Cím                                                               | Rendező          | Író                             | Premier              | Nézettség |
| ---- | --- | ----------------------------------------------------------------- | ---------------- | ------------------------------- | -------------------- | --------- |
| 241. | 1.  | Körmönfonva (Nailed)                                              | Anthony Shaw     | Donald Ross                     | 1995. szeptember 21. |           |
| 242. | 2.  | Aspeni megrázkódtatás (A Quaking in Aspen)                        | Vincent McEveety | Tom Sawyer                      | 1995. szeptember 28. |           |
| 243. | 3.  | Gila Junction titka (The Secret of Gila Junction)                 | Anthony Shaw     | Jerry Ludwig                    | 1995. október 5.     |           |
| 244. | 4.  | Nagyon könnyű gyilkosság (Big Easy Murder)                        | Vincent McEveety | Cynthia Deming és William Royce | 1995. október 12.    |           |
| 245. | 5.  | Végzetes ápolás (Home Care)                                       | Anthony Shaw     | Robert Van Scoyk                | 1995. október 19.    |           |
| 246. | 6.  | Nan szelleme, 1. (Nan's Ghost: Part 1)                            | Anthony Shaw     | Bruce Lansbury                  | 1995. november 2.    |           |
| 247. | 7.  | Nan szelleme, 2. (Nan's Ghost: Part 2)                            | Anthony Shaw     | Bruce Lansbury                  | 1995. november 9.    |           |
| 248. | 8.  | Forgatás Rómában (Shooting in Rome)                               | Vincent McEveety | Jerry Ludwig                    | 1995. november 16.   |           |
| 249. | 9.  | Halálos licit (Deadly Bidding)                                    | Anthony Shaw     | Tom Sawyer                      | 1995. november 23.   |           |
| 250. | 10. | Jegelt titkok (Frozen Stiff)                                      | Paul Lazarus     | Mark A. Burley                  | 1995. november 30.   |           |
| 251. | 11. | Akaratlan tanú (Unwilling Witness)                                | Anthony Shaw     | Robert Van Scoyk                | 1995. december 14.   |           |
| 252. | 12. | A kendós gyilkos (Kendo Killing)                                  | Walter Grauman   | Laurence Heath                  | 1996. január49.      |           |
| 253. | 13. | A halál dupla platinát hoz (Death Goes Double Platinum)           | Anthony Shaw     | Philip John Taylor              | 1996. január 7.      |           |
| 254. | 14. | Gyilkosság tempóban (Murder in Tempo)                             | Kevin Corcoran   | Laurence Heath és David Thoreau | 1996. január 11.     |           |
| 255. | 15. | Az ajtó sötét oldalán (The Dark Side of the Door)                 | Anthony Shaw     | James L. Novack                 | 1996. február 1.     |           |
| 256. | 16. | Gyilkosság spanok között (Murder Among Friends)                   | Vincent McEveety | Jerry Ludwig                    | 1996. február 8.     |           |
| 257. | 17. | Gyilkosság Bábországban (Something Foul in Flappieville)          | Anthony Shaw     | Robert Van Scoyk és Dan Wilcox  | 1996. február 15.    |           |
| 258. | 18. | Egy harcos nyomában (Track of a Soldier)                          | Vincent McEveety | Bruce Lansbury                  | 1996. február 25.    |           |
| 259. | 19. | A rosszindulat jele (Evidence of Malice)                          | Anthony Shaw     | Tom Sawyer                      | 1996. március 28.    |           |
| 260. | 20. | Ausztrál kaland (Southern Double-Cross)                           | Walter Grauman   | Mark A. Burley                  | 1996. április 4.     |           |
| 261. | 21. | Verseny a halálig (Race to Death)                                 | Vincent McEveety | Laurence Heath                  | 1996. április 28.    |           |
| 262. | 22. | Megölhet, ha nem tudsz valamit (What You Don't Know Can Kill You) | Kevin Corcoran   | Robert Van Scoyk                | 1996. május 5.       |           |
| 263. | 23. | Mrs. Parker bosszúja (Mrs. Parker's Revenge)                      | Anthony Shaw     | Anne C. Collins                 | 1996. május 12.      |           |
| 264. | 24. | Rádiós gyilkosság (Death by Demographics)                         | Anthony Shaw     | Donald Ross                     | 1996. május 19.      |           |

## Fordítás
Ez a szócikk részben vagy egészben  a   List of Murder, She Wrote episodes című angol Wikipédia-szócikk ezen változatának fordításán alapul.  Az eredeti cikk szerkesztőit annak laptörténete sorolja fel. Ez a jelzés csupán a megfogalmazás eredetét és a szerzői jogokat jelzi, nem szolgál a cikkben szereplő információk forrásmegjelöléseként.